# Stratton (Vermont)
Stratton ist eine Town im Windham County des Bundesstaates Vermont in den Vereinigten Staaten mit 440 Einwohnern (laut Volkszählung von 2020).

## Geografie

### Geografische Lage
Stratton liegt im Westen des Windham Countys in den östlichen Ausläufern der Green Mountains. Im Norden liegt am 1201 m hohen Stratton Mountain das Stratton Mountain Ski Resort und im Süden das Somerset Reservoir. Die State Route 10 führt durch den südöstlichen Teil des Gebietes.

### Nachbargemeinden
Alle Entfernungen sind als Luftlinien zwischen den offiziellen Koordinaten der Orte aus der Volkszählung 2010 angegeben.
- Norden: Winhall, 6,9 km
- Nordosten: Jamaica, 11,1 km
- Osten: Wardsboro, 11,8 km
- Südosten: Dover, 8,6 km
- Süden Somerset, 6,3 km
- Südwesten: Glastenbury, 17,6 km
- Westen: Sunderland, 16,7 km
- Nordwesten: Manchester, 16,4 km

### Klima
Die mittlere Durchschnittstemperatur in Stratton liegt zwischen −8 °C (16 °Fahrenheit) im Januar und 18,3 °C (65 °Fahrenheit) im Juli. Die Schneefälle zwischen Oktober und Mai liegen mit bis zu knapp einem halben Meter (17 Inch) etwa doppelt so hoch wie die mittlere Schneehöhe in den USA. Die tägliche Sonnenscheindauer liegt am unteren Rand des Wertespektrums der USA.

## Geschichte
Gegründet wurde die Town von Benning Wentworth als Teil der New Hampshire Grants am 30. Juli 1761. Der Grant ging an eine Gruppe bestehend aus 63 Personen unter der Führung von Isaac Searl. Wentworth benannte die Town Stratton. Es ist nicht bekannt, warum er sie so nannte. Die ersten Siedler kamen aus Massachusetts. Ein erstes Meetinghaus wurde im Jahr 1809 errichtet.
In den frühen Jahren erreichte Stratton einen kleinen Aufschwung durch die Schafzucht auf den Wiesen an den Berghängen. Später sicherte die Gründung des Skigebietes Stratton Mountain der Town eine wirtschaftliche Grundlage.

### Religionen
Knapp 69 % der Bewohner von Stratton gehören keiner religiösen Gemeinschaft an, etwa 20 % sind katholisch und etwa 10 % sind Protestanten.

### Einwohnerentwicklung
| Volkszählungsergebnisse – Town of Stratton, Vermont | Volkszählungsergebnisse – Town of Stratton, Vermont | Volkszählungsergebnisse – Town of Stratton, Vermont | Volkszählungsergebnisse – Town of Stratton, Vermont | Volkszählungsergebnisse – Town of Stratton, Vermont | Volkszählungsergebnisse – Town of Stratton, Vermont | Volkszählungsergebnisse – Town of Stratton, Vermont | Volkszählungsergebnisse – Town of Stratton, Vermont | Volkszählungsergebnisse – Town of Stratton, Vermont | Volkszählungsergebnisse – Town of Stratton, Vermont | Volkszählungsergebnisse – Town of Stratton, Vermont |
| Jahr                                                | 1800                                                | 1810                                                | 1820                                                | 1830                                                | 1840                                                | 1850                                                | 1860                                                | 1870                                                | 1880                                                | 1890                                                |
| --------------------------------------------------- | --------------------------------------------------- | --------------------------------------------------- | --------------------------------------------------- | --------------------------------------------------- | --------------------------------------------------- | --------------------------------------------------- | --------------------------------------------------- | --------------------------------------------------- | --------------------------------------------------- | --------------------------------------------------- |
| Einwohner                                           | 271                                                 | 265                                                 | 272                                                 | 312                                                 | 341                                                 | 286                                                 | 366                                                 | 294                                                 | 302                                                 | 222                                                 |
| Jahr                                                | 1900                                                | 1910                                                | 1920                                                | 1930                                                | 1940                                                | 1950                                                | 1960                                                | 1970                                                | 1980                                                | 1990                                                |
| Einwohner                                           | 271                                                 | 86                                                  | 90                                                  | 55                                                  | 117                                                 | 54                                                  | 38                                                  | 104                                                 | 122                                                 | 121                                                 |
| Jahr                                                | 2000                                                | 2010                                                | 2020                                                | 2030                                                | 2040                                                | 2050                                                | 2060                                                | 2070                                                | 2080                                                | 2090                                                |
| Einwohner                                           | 136                                                 | 216                                                 | 440                                                 |                                                     |                                                     |                                                     |                                                     |                                                     |                                                     |                                                     |

## Kultur und Sehenswürdigkeiten

### Bauwerke
In Stratton wurde ein Bauwerk unter Denkmalschutz gestellt und ins National Register of Historic Places aufgenommen.
- Stratton Mountain Lookout Tower, 1992 unter der Register-Nr. 92000687.[10]

### Sport
Das Stratton Mountain Ski Resort wurde bereits Ende der 1950er-Jahre geplant. Am 5. Juli 1960 wurde die Stratton Corporation gegründet. Im Dezember 1961 wurden die ersten drei Doppelsitzer-Skilifte eröffnet. Nach weiterem Ausbau war dieses Skigebiet eines der ersten, das für Snowboarder geöffnet wurde. Im Jahr 1989 kaufte die Victoria USA, Inc. das Gebiet und im Jahr 1994 wurde es an die Intrawest verkauft.

### Öffentliche Einrichtungen
Das Grace Cottage Hospital in Townshend ist das nächstgelegene Krankenhaus.

### Bildung
Die Stratton Mountain School ist ein College mit einer sportlichen Ausrichtung für Skifahrer und Snowboarder. Es werden die Klassen vom 7. bis 12. Schuljahr angeboten.

## Persönlichkeiten

### Söhne und Töchter der Stadt
- Kim Stacey (* 1980), Snowboarderin

### Persönlichkeiten, die vor Ort gewirkt haben
- Robert Penn Warren (1905–1989), Schriftsteller und Literaturkritiker